# Sara Lidman-priset
Sara Lidman-priset är ett pris, instiftat av Sara Lidman-sällskapet 2013. "Pristagare kan variera från, till exempel, författare, journalister och kulturarbetare till föreningar som verkar i Sara Lidmans anda av passionerat motstånd och engagemang."  Från och med 2014 utdelas priset vartannat år. Priset består av en symbolisk gåva samt rätt till en veckas vistelse på Lidmangården i Missenträsk.

## Pristagare
- 2013 – Lawen Mohtadi
- 2014 – Elisabeth Rynell
- 2016 – Kajsa Ekis Ekman[2]
- 2018 – Anna Jörgensdotter
- 2020 – Knutte Wester
- 2022 – Göran Greider[3]
- 2024 – Mats Jonsson[4]